# Einantwortung
Die Einantwortung ist eine Besonderheit des österreichischen Erbrechts. Es sieht einen eigenen hoheitlichen Akt nach Abschluss des Verlassenschaftsverfahrens vor, durch den der Erbe nach Abgabe einer Erbantrittserklärung Eigentum an den Vermögenswerten des Nachlasses erwirbt.
Durch die Einantwortung kommt es zur Universalsukzession, durch die der Erbe in die Rechte und Pflichten des Erblassers eintritt (§ 547 ABGB). Bis dahin ist der ruhende Nachlass als juristische Person anzusehen – das heißt, ähnlich wie bei einer GmbH oder Stiftung handelt es sich für hier in der „eigentümerlosen“ Phase um eine Art selbstständiges Vermögen.
Die Bestätigung der Einantwortung erfolgt mit gesondertem Beschluss über die Einantwortung.
In Deutschland geht mit dem Tod des Erblassers dessen gesamtes Vermögen kraft Gesetzes auf den oder die Erben über (§ 1922 BGB).